# Kuman
Kuman è una frazione del comune di Roskovec in Albania (prefettura di Fier).
Fino alla riforma amministrativa del 2015 era comune autonomo, dopo la riforma è stato accorpato, insieme agli ex-comuni di Kurjan e Strum a costituire la municipalità di Roskovec.

## Località
Il comune è formato dall'insieme delle seguenti località:
- Kuman
- Marinez
- Vidhishte
- Luar